# Olios digitalis
Olios digitalis là một loài nhện trong họ Sparassidae.
Loài này thuộc chi Olios. Olios digitalis được miêu tả năm 1841 bởi Eydoux & Souleyet.